# Heriades filicornis
Heriades filicornis là một loài Hymenoptera trong họ Megachilidae. Loài này được Friese mô tả khoa học năm 1915.